# 優雅仿刺鎧蝦
優雅仿刺鎧蝦（学名：Munidopsis nitida）为鎧甲蝦科仿刺鎧蝦屬下的一个种。